# Vaivara
För andra betydelser, se Vaivara (olika betydelser).
Vaivara (tyska: Waiwara) är en by (estniska: küla) i Estland. Byn ligger söder om staden Sillamäe, i Vaivara kommun i landskapet Ida-Virumaa, i den östra delen av landet, 170 km öster om huvudstaden Tallinn. Järnvägen mellan Tallinn och Narva passerar genom byn.
I kyrkligt hänseende hör orten till Narva församling inom den Estniska evangelisk-lutherska kyrkan.

## Geografi
Vaivara ligger 35 meter över havet. Terrängen runt Vaivara är mycket platt. Havet är nära Vaivara åt nordost. Runt Vaivara är det mycket glesbefolkat, med 3 invånare per kvadratkilometer. Närmaste större samhälle är Sillamäe, 2,8 km norr om Vaivara. Omgivningarna runt Vaivara är en mosaik av jordbruksmark och naturlig växtlighet.